# Raveniopsis capitata
Raveniopsis capitata är en vinruteväxtart som beskrevs av Richard Sumner Cowan. Raveniopsis capitata ingår i släktet Raveniopsis och familjen vinruteväxter. Inga underarter finns listade i Catalogue of Life.